# Olmito, Texas
Olmito là một nơi ấn định cho điều tra dân số (CDP) thuộc quận Cameron, tiểu bang Texas, Hoa Kỳ. Năm 2010, dân số của nơi này là 1210 người.

## Dân số
- Dân số năm 2000: 1198 người.
- Dân số năm 2010: 1210 người.